# Reithrodon typicus
Reithrodon typicus е вид бозайник от семейство Хомякови (Cricetidae).

## Разпространение
Видът е разпространен в Аржентина, Бразилия и Уругвай.